# Студенец (Каменский район)
Студенец — железнодорожная станция в Каменском районе Пензенской области Российской Федерации, относится к Фёдоровскому сельсовету. Рядом со станцией находится село Фёдоровка.
Ближайшие остановки составы совершают на станциях Панчулидзиевке Пензенского района и Лермонтовском Каменского района.

## Население
| 1926 | 1930 | 1959 | 1979 | 1989 | 1996 | 2002 |
| ---- | ---- | ---- | ---- | ---- | ---- | ---- |
| 132  | →132 | ↗522 | ↘366 | ↗376 | ↗412 | ↘391 |
| 2010 |      |      |      |      |      |      |
| ↘376 |      |      |      |      |      |      |